# شهرداری مارتویلی

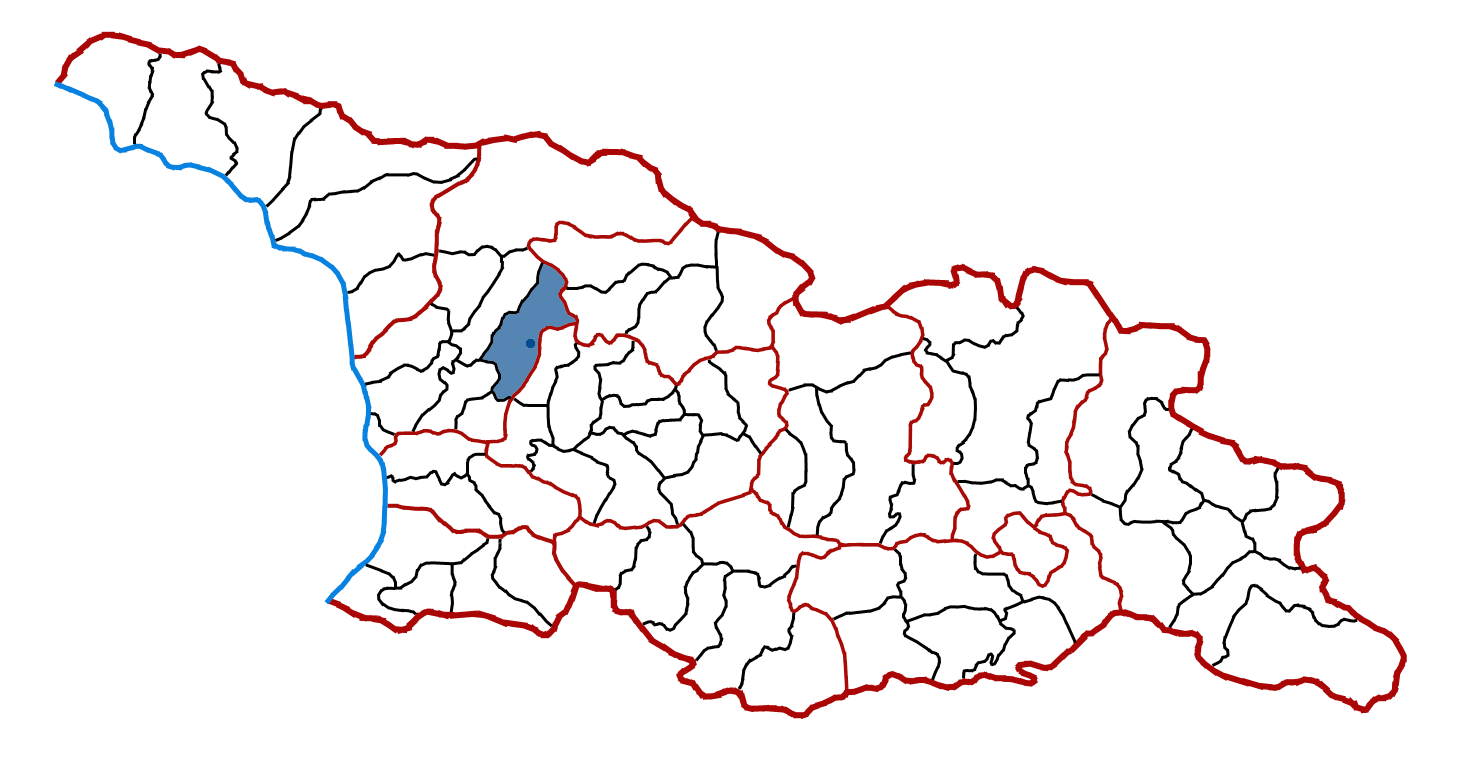
شهرداری مارتویلی

شهرداری مارتویلی (گرجی: მარტვილის მუნიციპალიტეტი) یکی از شهرداری‌های گرجستان، در استان سامگرلو-زمو سوانتی است. مرکز اداری آن مارتویلی است.
جمعیت: ۳۳۴۶۳ (سرشماری ۲۰۱۴))
مساحت: ۸۸۱ کیلومتر مربع